# Nicolae Goldberger
Nicolae Goldberger (născut Miklós Goldberger; n. 1 mai 1904, Someș-Odorhei, Austro-Ungaria - d. 19 septembrie 1970, Viena, Austria) a fost un politician comunist român,  evreu de origine, care a fost un timp  funcționar al Internaționalei Comuniste. 

## Biografie
A fost membru  al Partidului Comunist Român din ilegalitate, fiind chiar membru al Biroului Politic în anii '30. Ulterior, a fost membru în conducerea CDE; instructor CC al PCdR pentru Ardealul de Nord în timpul războiului. A fost eliberat din lagărul de deținuți politici de la Târgu Jiu în august 1944, devenind secretarul Comitetului Regional pentru Ardealul de Nord al Frontului Național Democrat și apoi instructor al C.C. al P.C.R. 
În 1945, Nicolae Goldberger, ajuns prim-secretar al Regionalei PCR Cluj, se adresează CC al PCR cu o informare asupra "legăturilor negative" cu comandamentele sovietice din orașele Dej și Cluj:
Comandantul sovietic, maiorul Basiev, consideră că "Partidul nostru este obligat să stea la dispoziția comandaturii cu toate mașinile, și nu o dată a fost cazul cînd munca noastră de partid a fost întîrziată pentru că mașina noastră (deși are toate documentele în regulă) a fost luată, trimisă în toate părțile, pînă și la Viena, fără întrebare și consimțămîntul nostru". Mai grav încă – semnalează Goldberger abuzurile "fraților mai mari" – grînele sînt lăsate să putrezească în gară la Dej. Fără îndoială că e vorba despre cerealele din contul datoriilor de război față de URSS. Însă "circulă zvonul că tov. Colonel Comandantul Comisiei Aliate de Control din județul Someș este cointeresat în fabricarea spirtului de Gherla".
Nicolae Goldberger, care răspundea de Organizația politică MADOSZ, din partea Moscovei, a cerut, înainte de lovitura de stat din 6 martie 1945, ca nord-vestul Ardealului, care fusese luat României prin Dictatul de la Viena și a cărui reintrare sub administrația românească era refuzată de Stalin, să fie dată Ucrainei. 
După 1944, deține funcții importante: responsabil al Comisiei de Propagandă din Direcția de Propagandă și Agitație a CC al PCR (1948-1952), șeful Direcției Politice a Armatei (1948-1950); rector al Institutului de Științe Sociale de pe lângă CC al PMR (din 1956); director adjunct al Institului de Istorie al CC al PCR (1958-1970) etc., iar pentru scurtă vreme director la fabrica de încălțăminte „Janos Herbák” din Cluj. 
Nicolae Goldberger a făcut parte din delegația română la Congresul VII al Internaționalei Comuniste, alături de Boris Ștefanov, Vanda Nicolski, Marcel Pauker, Moise Dubinski și Manea Erlich.
În 1946 s-a căsătorit cu Fanny. În anii ‘50, soția sa a fost șefa Cancelariei CC al PCR. În 1952, Nicolae Goldberger a fost ales în Regiunea Autonomă Maghiară, circumscripția electorală Reghin, ca deputat în Marea Adunare Națională.
Din însărcinarea lui Gheorghe Gheorghiu Dej, în data de 22 noiembrie 1956, o delegație română, formată din Valter Roman, Nicolae Goldberger și Iosif Ardelean, a sosit la Budapesta pentru a avea convorbiri cu Imre Nagy și ceilalți participanți la Revoluția ungară din 1956 refugiați la Ambasada iugoslavă, spre a-i convinge să vină în România care este dispusă să le ofere azil politic. Se urmărea de fapt scoaterea lor din localul ambasadei și predarea ulterioară sovieticilor. În ziua următoare Nagy și cei cinci miniștri ai săi au sosit la București și au fost cazați într-o casă conspirativă a Securității din apropierea capitalei. După un timp foarte scurt, cei cinci miniștri au fost preluați de KGB și duși în URSS. Doi dintre ei au murit în timpul anchetelor brutale la care au fost supuși, iar ceilalți trei s-au întors în Ungaria în februarie 1958, odată cu Imre Nagy, unde au fost judecați pentru "trădare de patrie" și executați.
Prin decretul 204/1964, publicat în Buletinul Oficial nr. 7 din 8 iunie 1964, „Pentru activitate îndelungată în mișcarea muncitorească și merite deosebite în opera de construire a socialismului, cu prilejul împlinirii a 60 de ani de la naștere” lui Nicolae Goldberg i-a fost conferit Ordinul Steaua Republicii Populare Române, clasa I. În iulie 1966, Nicolae Goldberger a fost reprimit în CC al PCR.

## Distincții
- Medalia „A cincea aniversare a Republicii Populare Române” (24 decembrie 1952) „pentru lupta și munca duse în vederea făuririi, consolidării și prosperării Republicii Populare Române”[11]
- Ordinul Muncii clasa I (30 august 1954) „cu prilejul împlinirii a 50 de ani de la naștere și pentru activitate îndelungată pe linie de partid”[12]
- Ordinul „23 August” clasa a III-a (12 august 1959) „pentru merite deosebite în opera de construire a socialismului”[13]
- Medalia „40 de ani de la înființarea Partidului Comunist din Romînia” (6 mai 1961) „pentru activitate îndelungată în mișcarea muncitorească și merite în opera de construire a socialismului”[14]
- Ordinul „Tudor Vladimirescu” clasa a II-a (30 aprilie 1966) „cu prilejul celei de-a 45-a aniversări de la înființarea Partidului Comunist din România, pentru îndelungată activitate în mișcarea muncitorească și merite deosebite în opera de construire a socialismului”[15]